# Afternoons in Utopia
Afternoons in Utopia è il secondo album degli Alphaville, pubblicato il 5 giugno 1986.

## Tracce
1. I.a.o – 0:42
2. Fantastic Dream – 3:56
3. Jerusalem – 4:09
4. Dance with Me – 3:59
5. Afternoons in Utopia – 3:08
6. Sensations – 4:24
7. 20th century – 1:25
8. The Voyager – 4:37
9. Carol Masters – 4:32
10. Universal Daddy – 3:57
11. Lassie Come Home – 6:59
12. Red Rose – 4:05
13. Lady Bright – 0:45